# Talara cara
Talara cara là một loài bướm đêm thuộc phân họ Arctiinae, họ Erebidae.